# Mínims (Star Trek: Voyager)
"Mínims" (títol original en anglès "Basics") és un episodi en dues parts de deixada en suspens, el 26è i últim episodi de la segona temporada, i el primer de la tercera temporada, el 42è i 43è del total de la sèrie de televisió de ciència-ficció estatunidenca Star Trek: Voyager. El guió d’ambdues parts va ser escrit per Michael Piller, i dirigit per Winrich Kolbe.
La primera part es va emetre el 20 de maig de 1996 com a final de la segona temporada i la segona part es va emetre el 4 de setembre de 1996 com a inici de la tercera temporada. El programa es va emetre originalment a UPN als Estats Units.
Ambientada al segle XXIV, la sèrie segueix les aventures de la tripulació de la Flota Estel·lar i els Maquis de la nau estel·lar USS Voyager després de quedar encallats al Quadrant Delta a desenes de milers d’anys llum de distància de la resta de la Federació. En aquest episodi, la nau estel·lar Voyager de la Federació, sola al Quadrant Delta, és atreta a una trampa que porta a ser requisada pels hostils Kazon, que retiren per la força la tripulació de la nau a un planeta inhòspit.
Aquests són els dos últims episodis de Star Trek escrits per Piller, que va deixar la sèrie després de la segona temporada com a productor executiu diari de la sèrie. Se li acreditaria com a consultor creatiu durant la resta de la sèrie, tot i que la seva última contribució a la franquícia seria Star Trek: Insurrection dos anys després.
Els episodis també es van publicar posteriorment en VHS, LaserDisc i DVD.

## Argument

### Part I
L'alferes Lon Suder, després d'haver estat confinat a les seves estances per tota la vida com a càstig per l'assassinat del tripulant Darwin, ha intentat fer les paus fent diversos avenços agrícoles. Les seves tendències homicides semblen estar ben controlades mitjançant l'ús de disciplines mentals vulcanianes apreses de Tuvok. Seska crida a la Voyager dient que el Comandant Chakotay l'ha de rescatar a ella i al seu nadó, ja que Culluh s’ha adonat que el nen no era seu. La Capitana Janeway i Chakotay discuteixen sobre si salvar o no el seu fill, si és una trampa o una veritable petició d'ajuda. A la sala de preparació, tothom pensa en idees per lluitar contra els Kazon en cas d'una trampa.
Aviat es troba un aparent desertor dels Kazon en una nau encallada i es porta a bord a la infermeria, i explica la seva situació, tot i que Chakotay continua sospitant, sobretot quan esmenta la mort de Seska. A mesura que la «Voyager» viatja més enllà de l'espai kazon, enfrontant-se a atacs més forts que semblen centrats a la mateixa zona general de la nau, l'home se suïcida en una explosió violenta, que danya greument les estances de Suder i inhabilita diversos dels sistemes de la «Voyager». Mentre la «Voyager» és superada pels kazons, el Tinent Paris agafa una llançadora per buscar una colònia talaxiana per demanar ajuda. La «Voyager» és abordada i presa per les forces kazon. La capitana Janeway intenta activar la seqüència d'autodestrucció de la nau per evitar que els kazons la prenguin, però el sistema que controla aquesta habilitat va ser danyat en escaramusses kazon anteriors, revelant la veritable estratègia dels kazons.

### Part II
La tripulació està abandonada en un planeta àrid habitat per nadius primitius i hostils. Només queden dos membres de la tripulació a bord de la «Voyager», el Doctor i Suder, que es presumeix mort a l'explosió. El Doctor revela que Culluh, no Chakotay, és el pare del nadó de Seska. Suder s'amaga a les reixetes de ventilació i als tubs de Jefferies de la nau, i té una crisi de consciència després de veure's obligat a matar un soldat kazon.
Mentrestant, al planeta, el tripulant Hogan és devorat per una serp gegantina. Els nadius del planeta segresten Kes i Neelix. Chakotay intenta negociar el seu retorn, però això falla i ell, Kes i Neelix es veuen obligats a amagar-se en una de les cavernes on viu la serp gegant. Els nadius intenten asfixiar-los amb fum i foc.
De tornada al campament, la criatura de l'alferes Wildman, Naomi, emmalalteix i l'equip de Chakotay encara és desaparegut. Janeway reuneix la seva pròpia tripulació per buscar Chakotay. Dins de les cavernes, un pas en fals fa que un membre de la tripulació sigui devorat per la serp. Janeway ordena la tinent Torres i dos altres que distreguin els nadius. La diversió funciona, permetent-los extingir el foc i salvar la resta de la tripulació. La serp acaba enterrada sota tones de roca desplaçades per Tuvok i altres mentre escapen.
Suder, acompanyat pel Doctor, arrisca la seva vida per repel·lir els kazons. Suder, sota ordres de Paris, ataca la secció d'enginyeria de la "Voyager". Aconsegueix sabotejar els fasers de la nau, però rep un tret a l'esquena d'un kazon moribund i mor moments després. Els kazons intenten destruir la llançadora de Paris, però els fasers sabotejats se sobrecarreguen, matant la majoria dels kazons i obligant-los a abandonar la "Voyager". La mateixa Seska resulta mortalment ferida; ensopega a la sala de preparació de Janeway i mor al costat del seu fill, que sobreviu. Maje Culluh agafa el nadó i se'n va.
Les erupcions volcàniques al planeta han obligat la tripulació de la "Voyager" i els nadius a migrar junts. Chakotay es guanya el respecte dels nadius quan rescata un dels seus fills d'un flux de lava. El líder de la tribu recull plantes que curen Naomi. Tant la tripulació com els nadius observen amb desconcert com la "Voyager" baixa al planeta per recollir-los. Tom Paris saluda Janeway i la tripulació al pont i explica la valentia de Suder. A la infermeria, Tuvok desitja que Suder trobi la pau que no va poder trobar en vida. Els nadius s'acomiaden quan la "Voyager" marxa.

## Actors convidats
- Martha Hackett - Seska
- Anthony De Longis - Culluh
- Brad Dourif - Lon Suder
- Henry Darrow - Kolopak
- John Gegenhuber - Tierna
- Nancy Hower - Alferes Samantha Wildman
- Simon Billig - Hogan
- Scott Haven - Enginyer Kazon
- Michael Bailey Smith - Alien
- David Cowgil - Alien
- John Kenton Shull - Home medicina
- Russ Faga - Paxim

## Producció
- Martha Hackett, el personatge de la qual Seska mor en aquest episodi, va rebre dues còpies del guió; la primera on Seska sobreviu, però el seu nadó mor i la segona, que es va emetre. Només li van dir que Seska havia de morir menys d'un dia abans del rodatge. Tornaria a interpretar el personatge dues vegades més a la sèrie.[5]
- La primera part d'aquest episodi conté una frase apagada de Mulgrew (Janeway) que aparentment va passar desapercebuda durant la producció. Quan se suposava que el personatge havia de dir "treballa-hi amb el Doctor, B'Elanna" durant una reunió de personal, en canvi va dir "treballa amb el Doctor, B'Elanna".

## Recepció
El 2017, ScreenRant va qualificar "Mínims" com el sisè episodi més esperançador de Star Trek. Assenyalen com la tripulació treballa conjuntament per sobreviure malgrat la desoladora situació en què es troben.
Aquest episodi es va destacar per la capitana Janeway que portava els cabells recollits en un estil cua de cavall.
Això va marcar la sortida de Seska, un personatge que SyFy va classificar com un dels 21 personatges secundaris més interessants de Star Trek, i CBR va classificar Seska com el 18è millor personatge recurrent de les sèries de «Star Trek». CBR va elaborar: "Martha Hackett va estar fantàstica en el paper, mostrant la transformació de Seska de suposada lluitadora lleial a una guineu intrigant".
El 2020, io9 va incloure "Mínims" com un dels episodis "imprescindibles" de la sèrie.
El 2021, The Digital Fix va elogiar l'episodi en general, però va criticar l'eliminació de Suder i Seska.Per exemple, estaven satisfets amb la presència a l'escenari dinàmica entre els actors Robert Picardo (El Doctor) i Dourif (Suder), i l'arc del personatge "redemptor" de Suder, però van lamentar la sortida de Suder. De la mateixa manera, estaven contents amb Seska, a qui van qualificar de personatge "recurrent més interessant" de la sèrie i van dir que la seva mort era innecessària.

## Llançaments
Aquest episodi es va estrenar al Regne Unit en LaserDisc l'abril de 1998. El disc òptic de 12 polzades utilitzava les dues cares durant 88 minuts de durada en format PAL, i es venia al detall per 19,99 £.
Ambdues parts de Mínims es van publicar al Regne Unit juntament amb "La fi del futur" com a "aventures de llargmetratge" en VHS (VHR 5071).
"Mínims, Part I" també es va publicar en VHS al Regne Unit juntament amb "Resolucions". "Mínims, Part II" es va publicar amb "Salt enrere" en VHS al Regne Unit, en una sola casset, Star Trek: Voyager 3.1 - Basics, Part II/Flashback.
"Basics, Part II" es va publicar en DVD el 6 de juliol de 2004 com a part de Star Trek Voyager: Complete Third Season, amb un so envoltant Dolby 5.1.
El 2017, la sèrie de televisió completa Star Trek: Voyager es va publicar en una caixa recopilatòria de DVD, que incloïa "Mínims, Part I" al disc 7 amb característiques especials d'aquella temporada al final de la temporada 2, i "Mínims, Part II" com a part de la temporada 3.